# Eulaira arctoa
Eulaira arctoa – gatunek pająka z rodziny osnuwikowatych, zamieszkujący północną Nearktykę.

## Występowanie
Gatunek występuje na Alasce, Aleutach i w zachodniej Kanadzie.